# Concertul pentru vioară (Ceaikovski)

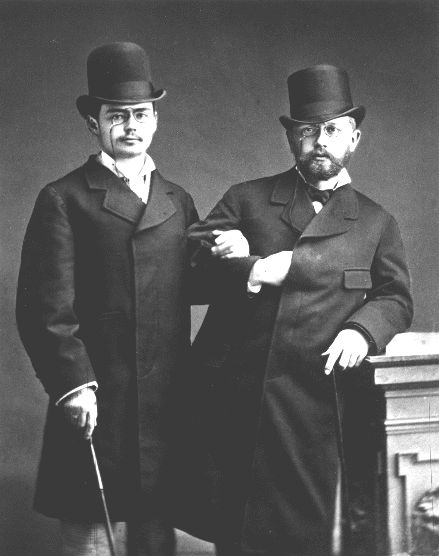
Ceaikovski (dreapta) şi violonistul Iosif Kotek, cel care a jucat un rol vital în compoziţia concertului

Concertul pentru vioară în Re major, Op. 35, al lui Piotr Ilici Ceaikovski  este unul dintre cele mai cunoscute concerte pentru vioară dar și unul dintre cele mai dificile din punct de vedere tehnic. A fost compus în Elveția în 1878 și a avut premiera pe 4 decembrie 1881 în Viena cu Adolph Brodski în calitate de solist și Hans Richter dirijor.

## Instrumentație
Concertul este orchestrat pentru două flauturi, două oboaie, două clarinete în La și Si bemol, doi fagoți, patru corni în Fa, două trompete în Re, timpane, coarde și vioară solo.

## Structură
Lucrarea este structurată în forma tradițională de concert în trei părți:
1. Allegro moderato (Re major)
2. Canzonetta: Andante (Sol minor)
3. Finale: Allegro vivacissimo (Re major)

Nu există pauză între ultimele două părți. Durata tipică a concertului este de aproximativ 35 de minute.

## Compoziție

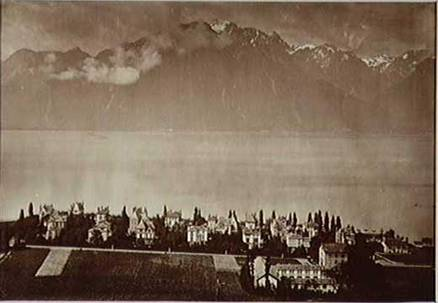
Clarens în jurul anului 1882

Lucrarea a fost compusă în Clarens, Elveția, o stațiune situată pe malul Lacului Geneva unde Ceaikovski a mers să se recupereze de pe urma depresiei cauzate de căsătoria dezastruoasă cu Antonina Miliukova. Lucra la Sonata pentru pian în Sol major dar nu înregistra progrese. Lui Ceaikovski i s-a alăturat elevul său la compoziție, violonistul Iosif Kotek care a fost la Berlin pentru a studia cu violonistul Joseph Joachim. Cei doi au interpretat împreună lucrări pentru vioară și pian, inclusiv un aranjament pentru vioară și pian al lucrării Simfonia spaniolă de Édouard Lalo, care ar fi interpretat-o chiar în ziua în care Kotek a sosit în Clarens. Această lucrare ar fi fost catalistul pentru Ceaikovski să compună concertul pentru vioară. I-a scris protectoarei sale, Nadezhda von Meck: "[Simfonia spaniolă] are multă prospețime, lumină, ritmuri picante și melodii frumos și excelent armonizate... El [Lalo], la fel ca și Léo Delibes și Bizet, nu caută profunzimea, ci evită cu grijă rutina, caută noi forme și se gândește mai mult la frumusețea muzicală și mai puțin la observarea tradițiilor stabilite cum fac germanii".
Ceaikovski a înregistrat progrese rapide și constante la concert deoarece și-a recăpătat inspirația după odihna din Clarens iar lucrarea a fost finalizată în doar o lună având în vedere că partea a doua a fost rescrisă complet (o versiune a părții originale a fost păstrată ca prima din cele trei piese din lucrarea pentru vioară și pian Souvenir d'un lieu cher). Deoarece Ceaikovski nu era violonist i-a cerut ajutorul lui Kotek pentru a finaliza părțile solo. Ceaikovski i-a scris fratelui său Anatoli în ziua în care a finalizat partea a doua: "Cât de drăgăstos se ocupă de concertul meu! Nu încape îndoială că nu aș fi putut realiza nimic fără el. Îl interpretează minunat."
Ceaikovski a vrut să îi dedice concertul lui Kotek dar a fost constrâns de faptul că acest lucru va cauza bârfe cu privire la natura reală a relației dintre cei doi (este aproape sigur că au fost iubiți la un moment dat iar Ceaikovski a avut mereu dificultăți în a-și ascunde homosexualitatea față de publicul larg). În 1881 s-a despărțit de Kotek după ce acesta a refuzat să interpreteze concertul, crezând că nu a avut succes și că acest lucru îi va afecta cariera ascendentă. Totuși, i-a dedicat lui Kotek lucrarea Vals-Scherzo în Do major pentru vioară și orchestră, compusă în 1877 și publicată în 1878.
Premiera a avut loc în cele din urmă pe 4 decembrie 1881 în Viena cu Adolph Brodski în calitate de solist și cu Hans Richter dirijor. Ceaikovski i-a dedicat concertul lui Brodski. Receptarea critică a fost mixtă. Renumitul critic Eduard Hanslick a numit lucrarea "lungă și pretențioasă". Violonistul care a ajutat la înregistrarea unui succes al lucrării și asigurarea unui loc în repertoriu a fost Karel Halíř (cel care în 1905 a interpretat premiera versiunii revizuite a Concertului pentru vioară al lui Sibelius). Când Ceaikovski a asistat la interpretarea concertului în Leipzig în interpretarea lui Halíř în 1888 a numit evenimentul "o zi memorabilă". Premiera poloneză a concertului a avut loc în Varșovia pe 14 ianuarie 1892 cu Stanisław Barcewicz la vioară și Ceaikovski dirijor. În cadrul aceluiași concert au interpretat pentru prima dată în Polonia lucrarea Serenada melancolică în Si bemol minor, Op. 26.